# Delirium (tegneseriefigur)
Delirium er en af De Endeløse, en gruppe af fiktive superhelte fra Neil Gaimans tegneserier “The Sandman”. 
Delirium, kendt i græsk kultur som Mania, er den yngste af De Endeløse, dog stadig ældre end selve eksistensen. Hun er normalt ret lav og tynd, og ligner en 14-årig pige. Hendes hår ændrer stil og farve konstant, ligesom hendes tøj.